# Miniaturenpark Olschowa
Koordinaten: 50° 27′ 14″ N, 18° 16′ 28″ O
Der Miniaturenpark Olschowa (polnisch Park Miniatur Olszowa) auf dem ehemaligen Gutshof und Gestüt von Olschowa in der polnischen Gemeinde Ujest präsentiert auf einer Fläche von 2,5 Hektar Miniaturen von Sakralbauten.
Der Miniaturenpark wurde 2014 eröffnet. Der Freizeitpark ist ganzjährig geöffnet und befindet sich in der Nähe der Autobahn A4 und der Ausfahrt Olszowa/Olschowa. Auf dem Gelände befinden sich zudem ein Lindenpark, Gastronomie, eine Pension und ein Spielplatz. Alle Modelle sind in einem Größenverhältnis von 1:25 realisiert worden.

## Modelle
Regionale Bauten aus Schlesien:
- Heilig-Kreuz-Kathedrale in Oppeln
- Basilika St. Jakob in Neisse
- Kloster St. Annaberg

Weitere Sakralbauten aus Polen:
- Jasna Góra (Marienbasilika auf dem Klarenberg) in Tschenstochau
- Marienkirche in Danzig
- Marienkirche in Krakau
- Wallfahrtskirche Heiligelinde (Święta Lipka)
- Wawel-Kathedrale von Krakau

Deutschland:
- Kölner Dom

Italien, Vatikan:
- Dom von Siena
- Kathedrale von Florenz
- Markusdom in Venedig
- Petersdom und Petersplatz im Vatikan
- Schiefer Turm von Pisa

Frankreich:
- Kathedrale Notre-Dame de Paris
- Sanktuarium von Lourdes

Weitere:
- Grabeskirche in Jerusalem
- Kathedrale von Fátima